# Que le meilleur perde
Pour plus de détails, voir Fiche technique et Distribution.
Que le meilleur perde (titre original : Rabbit Transit) est un film d'animation américain réalisé par Friz Freleng, sorti en 1947. 
Ce cartoon Looney Tunes mettant en scène Bugs Bunny et Cecil la tortue est inspiré de la fable d'Esope Le Lièvre et la Tortue